# 날마다 행복해
《날마다 행복해》는 1999년 10월 11일부터 2000년 4월 21일까지 방송되었던 MBC 일일 드라마로 여자만 사는 유정이네 집에 준제네 식구들이 이사 오면서 벌어지게 되는 당시 젊은이들의 사랑 풍속도를 밝고 경쾌하게 그렸다.

## 등장 인물
- 김상경 : 홍준제 역 - 큰아들, 이기적인 성격의 소유자
- 이태란 : 구유정 역 - 속옷 회사 디자이너
- 이훈 : 홍훈제 역 - 작은아들, 유정을 짝사랑
- 김정은 : 오주란 역 - 속옷 회사 실장
- 박근형 : 나 사장 역 - 금희의 아버지
- 김용림 : 홍산댁 역 - 훈제, 준제의 어머니
- 박원숙 : 장 여사 역 - 유정의 어머니
- 김세준 : 주방장 역
- 윤유선 : 홍애옥 역 - 준제, 훈제의 누나
- 신은정 : 공문자 역
- 박선영 : 나금희 역
- 최종원 : 조양동 역
- 김하은 : 구유미 역 - 구유정의 동생
- 최상훈 : 조 팀장 역
- 윤철형 : 황 상무 역
- 박정수
- 구혜진
- 김치국
- 박영지
- 신국
- 김응석
- 최범호
- 김석
- 김학준
- 전수연
- 홍은희
- 함신영
- 허성수
- 김일웅
- 최세환
- 권인선
- 박형선
- 김상엽
- 구민지
- 송일국
- 조재혁
- 김철기
- 강용석
- 고정민
- 백종헌
- 박혜정
- 송재윤
- 문지원
- 신성희
- 최윤정
- 박주희
- 주우
- 신현숙

## 수상
- 1999년 MBC 연기대상 남자 신인상 김상경
- 1999년 MBC 연기대상 여자 신인상 이태란

## 참고 사항
- 방영 1개월 만에 시청률 30%를 넘기며 KBS 1TV 일일 드라마 《해뜨고 달뜨고》 2배의 시청률을 기록했다.[2]
- 그러나 최대 갈등 구조였던 김상경(극중 홍준제 역)과 이태란(극중 구유정 역), 김정은(극중 오주란 역)의 삼각관계가 김상경, 이태란의 결혼으로 약화되었으며 결국 중반 이후 KBS 1TV 일일 드라마 《해뜨고 달뜨고》에 우위를 빼앗기는 수모를 당했다.
- 구유정 역은 당초 명세빈이 낙점되어 대본 연습까지 참석하였으나 장수봉 PD의 대사 처리에 대한 신랄한 지적으로 인해 자진 하차하였다.[3][4] 해당 역할은 SBS 일일 시트콤 《순풍 산부인과》에서 호연을 펼친 이태란이 맡게 되었고 명세빈 측에서는 건강 사정으로 하차하였다고 밝혔다.[5] 명세빈은 KBS 1TV 일일 드라마 《사람의 집》에서도 《날마다 행복해》와 똑같은 사례를 겪었다.
- 이훈(홍훈제 역)은 《날마다 행복해》에 캐스팅되기 앞서 1999년 10월 첫 방영된 KBS 2TV 일요 시트콤 《오! 해피데이》에서 박철(극 중 이강토 역)의 상관 이훈 역으로 낙점되었으나 《날마다 행복해》에 캐스팅되면서 거절하였다. 해당 역할은 유태웅이 대신 맡았으며 이 과정에서 배역 명이 이재훈으로 바뀐 한편 박철의 배역명 역시 이박철로 변경됐다.
- 《날마다 행복해》는 인터넷 공모를 통해 선정된 제목으로 4610명이 참여한 시청자 투표를 거쳐 결정됐는데 가제 《어서 말을 해》를 제쳤다.[6]

## 경쟁 프로그램
- KBS 1TV 일일 드라마 《사람의 집》 (KBS 1TV)
- KBS 1TV 일일 드라마 《해뜨고 달뜨고》 (KBS 1TV)